# Porterandia chanii
Porterandia chanii är en måreväxtart som beskrevs av Zahid. Porterandia chanii ingår i släktet Porterandia och familjen måreväxter. Inga underarter finns listade i Catalogue of Life.